# Station Bremen-Vegesack
Station Bremen-Vegesack (Bahnhof Bremen-Vegesack, ook wel HB-Vegesack) is een spoorwegstation in de Duitse plaats Bremen, in de deelstaat Bremen. Het station bedient het Stadtsteil Vegesack in Stadtbezirk 5 Nord en ligt zo'n 20 km ten noordwesten van het stadscentrum van Bremen. Het station ligt aan de spoorlijn Bremen-Burg - Bremen-Vegesack en de spoorlijn Bremen-Farge - Bremen-Vegesack. Op het station stoppen alleen Regio-S-Bahntreinen van Bremen en Nedersaksen op het station. Het station is een kopstation. Vanaf 2007 werd de spoorlijn naar station Bremen-Farge gereactiveerd. Tot 2011 reden pendeltreinen vanaf Bremen-Vegesack naar Bremen-Farge omdat de lijn niet geëlektrificeerd was. Vanaf 2011 rijden de treinen verder naar station Verden (Aller), waardoor de treinen moeten kopmaken in het station om hun reis voort te kunnen zetten.

## Treinverbindingen
De volgende treinserie doet station Bremen-Vegesack aan:
| Serie | Treinsoort                  | Route                                                                | Bijzonderheden                            |
| ----- | --------------------------- | -------------------------------------------------------------------- | ----------------------------------------- |
| RS1   | Regio-S-Bahn (NordWestBahn) | Bremen-Farge – Bremen-Vegesack – Bremen Hbf – Achim – Verden (Aller) | Extra spitsritten tussen Vegesack en Hbf. |